# Keep the Lights On
Keep the Lights On ist ein US-amerikanisches Filmdrama aus dem Jahr 2012.

## Handlung
1997 treffen sich in New York City zwei sehr unterschiedliche Menschen: der Dokumentarfilmer Erik Rothman und der freundliche, sehr verschlossene Anwalt Paul Lucy. Anfangs wirkt es wie eine flüchtige Liebschaft, aber sie entwickelt sich schnell zu einer ungemein tiefen und leidenschaftlichen Beziehung, in der sich beide vollkommen verlieren. Paul verlässt seine Freundin, um mit Erik zusammenzuziehen, und sie beginnen, sich ein gemeinsames Leben aufzubauen. Trotzdem müssen beide ihre mit den eigenen Zwängen und Süchten kämpfen, auch wenn es gerade das Neue und Risikoreiche ist, was beide anzieht. Die beiden verlieren sich immer wieder und finden doch wieder zueinander.

## Hintergrund
Der Film wurde von Alarum Pictures, Parts and Labor und Tiny Dancer Films produziert. Er nahm am Eröffnungswochenende am 7. September 2012 in den Vereinigten Staaten 55.574 US-Dollar ein.

## Auszeichnungen (Auswahl)
Sundance Film Festival 2012
- Nominierung in der Kategorie Großer Preis der Jury – Bester Spielfilm für Ira Sachs

Outfest 2012
- Grand Jury Award in der Kategorie Outstanding Screenwriting für Ira Sachs und Mauricio Zacharias
- Grand Jury Award in der Kategorie Outstanding American Narrative Feature

Independent Spirit Awards 2013
- Nominierung in der Kategorie Best Feature für Marie Therese Guirgis, Lucas Joaquin und Ira Sachs
- Nominierung in der Kategorie Best Director für Ira Sachs
- Nominierung in der Kategorie Best Male Lead für Thure Lindhardt
- Nominierung in der Kategorie Best Screenplay für Ira Sachs und Mauricio Zacharias

Gotham Awards 2012
- Nominierung für Thure Lindhardt

GLAAD Media Awards 2013
- Nominierung in der Kategorie Outstanding Film – Limited Release

Internationale Filmfestspiele Berlin 2012
- Teddy Award in der Kategorie Bester Spielfilm für Ira Sachs